# Мария фон Баден (1834 – 1899)
Вижте пояснителната страница за други личности с името Мария фон Баден.
Мария Амалия фон Баден (на немски: Marie Amalie Prinzessin von Baden; * 20 януари 1834, Карлсруе; † 21 ноември 1899, Валдлайнинген или Аморбах) е принцеса от Великото херцогство Баден и чрез женитба княгиня на Княжество Лайнинген (1858 – 1899).

## Произход
Тя е дъщеря на велик херцог Леополд I фон Баден (1790 – 1852) и съпругата му принцеса София Шведска (1801 – 1865), дъщеря на крал Густав IV Адолф от Швеция (1778 – 1837) и принцеса Фридерика Доротея фон Баден (1781 – 1826).

## Фамилия
Мария Амалия фон Баден се омъжва на 11 септември 1858 г. в Карлсруе за княз Ернст фон Лайнинген (* 9 ноември 1830, Аморбах; † 5 април 1904, Аморбах), син на княз Карл фон Лайнинген (1804 – 1856) и съпругата му графиня Мария фон Клебелсберг (1806 – 1880). Той е племенник на кралица Виктория. Те имат две деца:
- Алберта Виктория (* 24 декември 1863; † 30 август 1901, Валдлайнинген), неомъжена
- Емих Едуард Карл (* 18 януари 1866; † 18 юли 1939), 5. княз на Лайнинген, женен в Лангенбург на 12 юли 1894 г. за принцеса Феодора фон Хоенлое-Лангенбург (* 23 юли 1866, Лангенбург; † 1 ноември 1932, Валдлайнинген), дъщеря на княз Херман фон Хоенлое-Лангенбург (1832 – 1913) и принцеса Леополдина фон Баден (1837 – 1903)